# Gabriel Camps
Gabriel Camps (Misserghin, 20 de maig de 1927 – Ais de Provença, 7 de setembre de 2002) fou un historiador francès d'ascendència menorquina, que es dedicà principalment a la prehistòria i a la protohistòria de la Mediterrània occidental, amb especial atenció a l'Àfrica nord-occidental. Considerat com un dels més prestigiosos recercadors de la història dels amazics, va fundar l'Encyclopédie berbère.
Gabriel Camps va néixer a Misserghin, en l'Algèria encara colonitzada per França. Fou fill del matrimoni format per Émilie Marguerite Grégoire i Ernest Camps, casats el 18 de gener de 1921. Son pare era net de l'emigrant menorquí Joan Llorenç Magí Camps Galmés (es Migjorn Gran, 17 de maig de 1815 - Bouzareah, 1890).

Quant a l'origen dels amazics, Gabriel Camps va mostrar la diversitat dialectal de la família lingüística parlada per aquestes ètnies en diversos estats i va atacar l'absurditat de considerar d'interpretar els amazics en termes racials:
"De fet no hi ha avui dia ni una llengua berber, en tant que reflex d'una comunitat conscient de la seva unitat, ni un poble berber i encara menys una raça berber. Sobre aquests aspectes negatius tots els especialistes hi estan d'acord... i malgrat tot els Berbers existeixen."

## Publicacions
(Llista parcial)
- Afrique du Nord au féminin, Perrin, 1992.
- Encyclopédie berbère, Édisud, 1985-2002 : vingt-cinq fascicules et plus de 4 000 pages, pour moitié écrites par Gabriel Camps. Encyclopédie berbère en ligne [archive]
- Berbères, mémoire et identité, Errance, 1987. Reeditat el 2007, per edicions Actes Sud.
- Préhistoire d'une île. La Corse des origines, 1988, Errance, 1991, 2010.
- Introduction à la Préhistoire, Perrin, Collection Point Histoire, 1982.
- Atlas préhistorique du Midi méditerranéen français, 1978-1981: obra col·lectiva dirigida per Gabriel Camps.
- Les Berbères, aux marges de l'Histoire, Hespérides, 1980.
- Épipaléolithique méditerranéen, 1975: obra col·lectiva dirigida per Gabriel Camps.
- L'Homme de Cro-Magnon, 1970, Faton, 1992: obra col·lectiva dirigida per Gabriel Camps.